# Le marchand de marrons
Le marchand de marrons è un cortometraggio del 1897 diretto da Georges Hatot.